# Chiesa di Santa Maria ad Cryptas
La chiesa di Santa Maria ad Cryptas è una delle chiese di Fossa, comune in provincia dell'Aquila, dichiarata monumento nazionale nel 1902.

## Storia

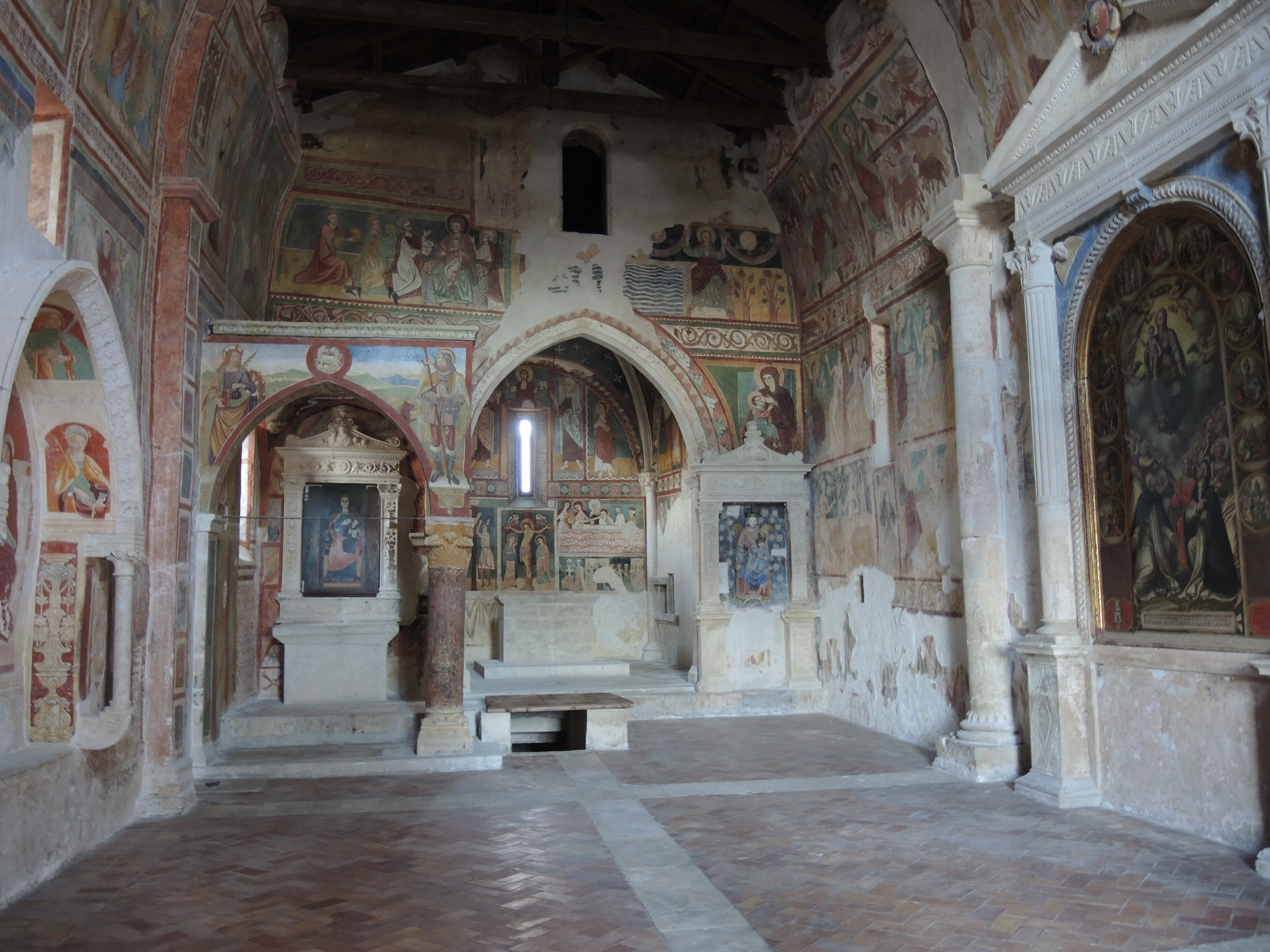
Interno

La chiesa di Santa Maria ad Cryptas (o delle Grotte) si trova a circa un chilometro dal centro del paese di Fossa e a qualche chilometro dal monastero di Santo Spirito ad Ocre, dalla quale dipese. 
Presumibilmente la chiesa è stata costruita inizialmente come tempio in stile romano-bizantino nel IX o X secolo d.C. con una cripta dalla quale ne derivò il nome.
Sul precedente tempio quattro secoli dopo venne costruito un edificio in stile gotico-cistercense da parte di maestranze benedettine. La sua costruzione su un pendio ha reso necessario opere di consolidamento con un muro di controspinta interrato lungo tutto il lato a valle e due piloni di appoggio agli estremi della parete laterale della chiesa. Tra le pietre della muratura esterna si notano resti provenienti dagli edifici della città romana di Aveia, sulla quale fu successivamente costruita l'attuale Fossa.
La chiesa è stata gravemente danneggiata dal terremoto dell'Aquila del 2009. Il 28 aprile 2019, dopo un lungo restauro è stata riaperta al culto, a dieci anni dal sisma.

## Architettura

### Esterno

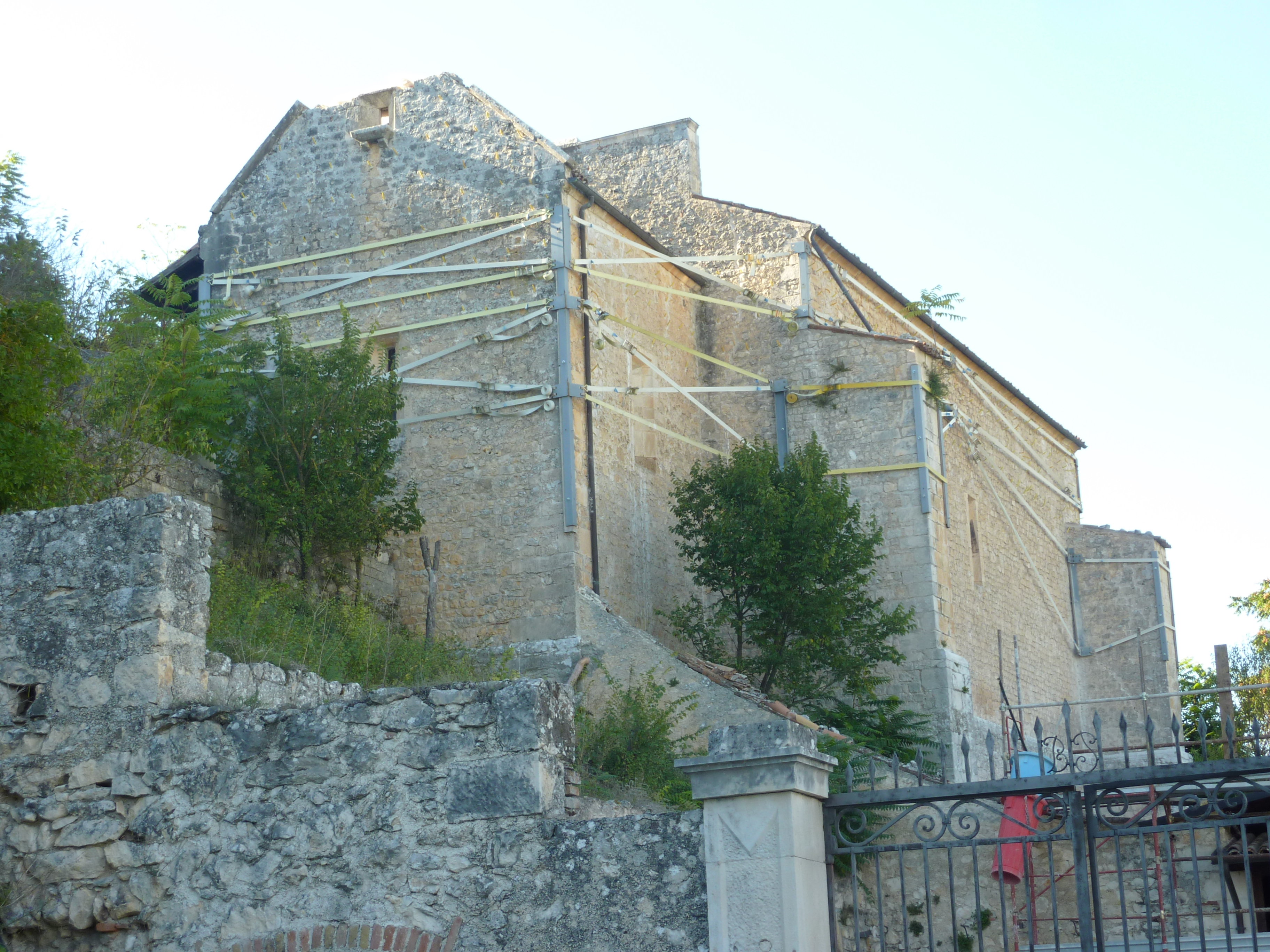
Facciata laterale

La facciata principale sul lato ovest è molto semplice ed ha una struttura a capanna con un prolungamento sul lato sinistro per l'aggiunta del rinforzo sulla parete a valle. Il portale gotico a sesto acuto è sormontato da una grande finestra rettangolare. I due pilastri sono rivestiti ai lati da colonnine con capitelli decorati con rosoni, fiori e palme. I capitelli sostengono dei leoni (quello di destra è andato perduto) ed un terzo si trova sopra l'arco del portale. Nella lunetta si notano i resti di un affresco del quale restano poche tracce. La finestra al di sopra del portale risulta non in linea con lo stile della facciata e presumibilmente è stata realizzata in tempi più recenti.
La facciata posteriore è caratterizzata da un frontone triangolare e presenta due aperture, la prima in basso lunga e stretta a doppia strombatura, mentre la seconda in alto piccola quadrata. Altre due finestre a doppia strombatura, lunghe e strette si trovano su ciascun lato della chiesa.

### Interno

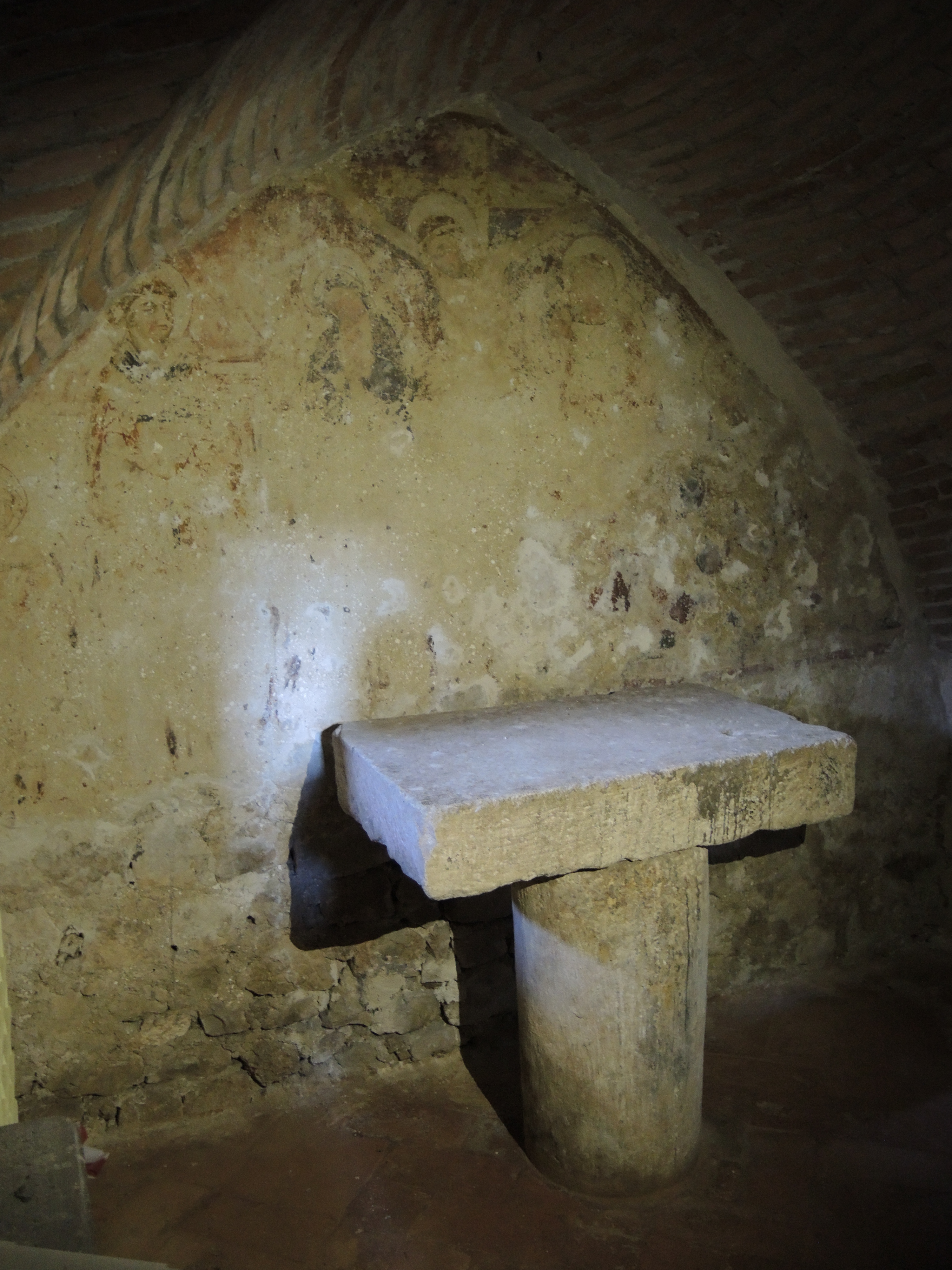
Cripta

L'interno della chiesa in stile cistercense ha una sola navata su tre campate. Un arco separa la navata dal presbiterio, di forma quadrata.  Rialzata su tre gradini, la zona absidale è coperta da una volta a crociera con quattro costoloni poggiati su altrettante colonnine.
Di fronte al presbiterio si trova la scala che porta alla cripta, presumibilmente derivata da un ipogeo dedicato alla dea Vesta. Nella cripta si trova un altare realizzato da una mensa in pietra poggiata su un troncone di colonna; è presente un frammento di affresco raffigurante la Crocifissione. 
Le pareti laterali sono divise in tre campate tramite delle lesene; nella parete di sinistra al posto di una delle lesene si trova una semicolonna, probabilmente proveniente dalla città di Aveia.
La copertura della navata è in capriate in legno, ma è probabile che inizialmente fosse in muratura. Infatti si notano accenni di archi e i pilastri di sostegno per gli archi di una probabile volta a botte sestacuta simile a quella dell'Oratorio di San Pellegrino a Bominaco: non è noto se la volta non fu mai terminata o se sia crollata dopo la realizzazione.
Tra le opere ospitate originariamente nella chiesa, va citata la tempera su legno della Madonna del Latte di Gentile da Rocca, datata 1283 e che è tra le più antiche d'Abruzzo. La cappella al centro della parete settentrionale, poi, ospita l'Annunciazione datata 1486 di Sebastiano di Nicola da Casentino, tra i maggiori rappresentanti del rinascimento abruzzese. Proveniente da questa chiesa, poi, è la Madonna di Fossa, attualmente al Museo nazionale d'Abruzzo.

### Gli affreschi

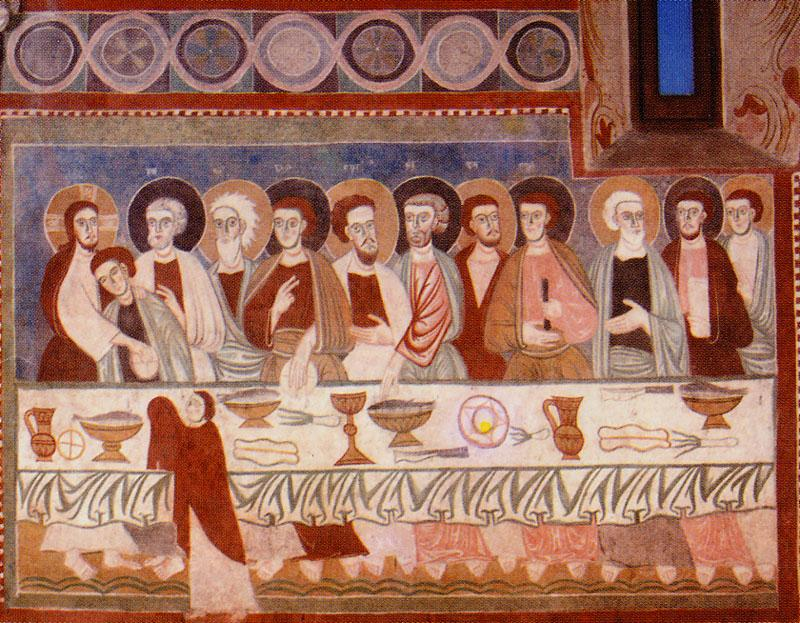
Affresco dell'Ultima Cena (1285)

Il ciclo di affreschi appartiene al filone di cicli pittorici duecenteschi d'Abruzzo, che comprende anche quelli della chiesa abbazia di San Tommaso Becket a Caramanico Terme e della chiesa di Santa Maria di Ronzano a Castel Castagna. Il ciclo è datato agli ultimi anni del XIII secolo, tra il 1264 e il 1283, anno di realizzazione della pala d'altare della Madonna del Latte, conservata nel Museo Nazionale a L'Aquila, opera di Gentile da Rocca, a cui sono attribuiti questi affreschi. I nomi dei committenti dell'opera si trovano nella parte inferiore dell'abside e si tratta di Guglielmo Morelli di Sant'Eusanio (la cui esistenza è stata accertata in un documento del 1259) di sua moglie, di un abate Guido e di tre giovani donne.

Anche questo ciclo ricopre gran parte della navata unica della chiesetta, dall'arco trionfale, al presbiterio, alle pareti laterali e alla controfacciata. Il ciclo è molto più variegato di quello di Bominaco, e si basa sull'accostamento delle scene del Vecchio e Nuovo Testamento: il ciclo della Genesi, quello primario, situato nella parete dell'arco trionfale, per proseguire sulla parete destra. La prima raffigurazione è quella di Dio rappresentato come un uomo giovane e imberbe che separa il sole dalla luna, nello stesso riquadro il Creatore è in posizione centrale tra le onde da un lato e le spighe di grano dall'altro. La seconda fase della narrazione si svolge nella prima campata della parete destra: le scene sono la divisione del Bene dal male e la Creazione degli animali, poi nel secondo registro la Creazione di Adamo ed Eva, a sinistra poi il monito dell'Eterno contro l'albero della Vita. La presenza di Dio soltanto nella prima scena dimostra lo spirito creativo e originale dell'autore, così come il riquadro del Monito di Dio contro Adamo ed Eva; nel terzo registro della Genesi si trovano il Peccato originale, la Cacciata dal Paradiso Terrestre con la porta dell'Eden custodita da un cherubino (tipico elemento di aggiunta originale abruzzese).

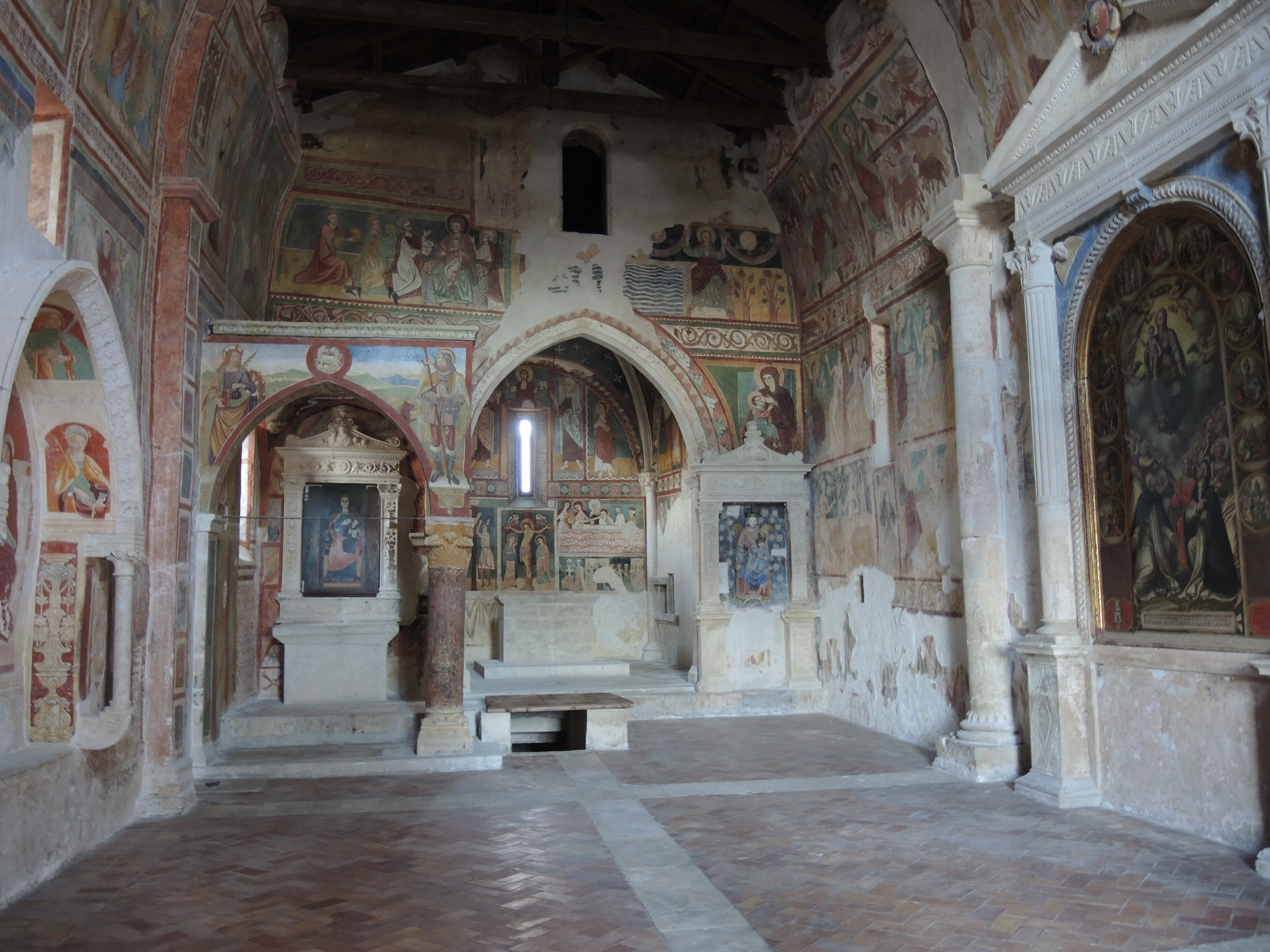
Veduta generale della navata
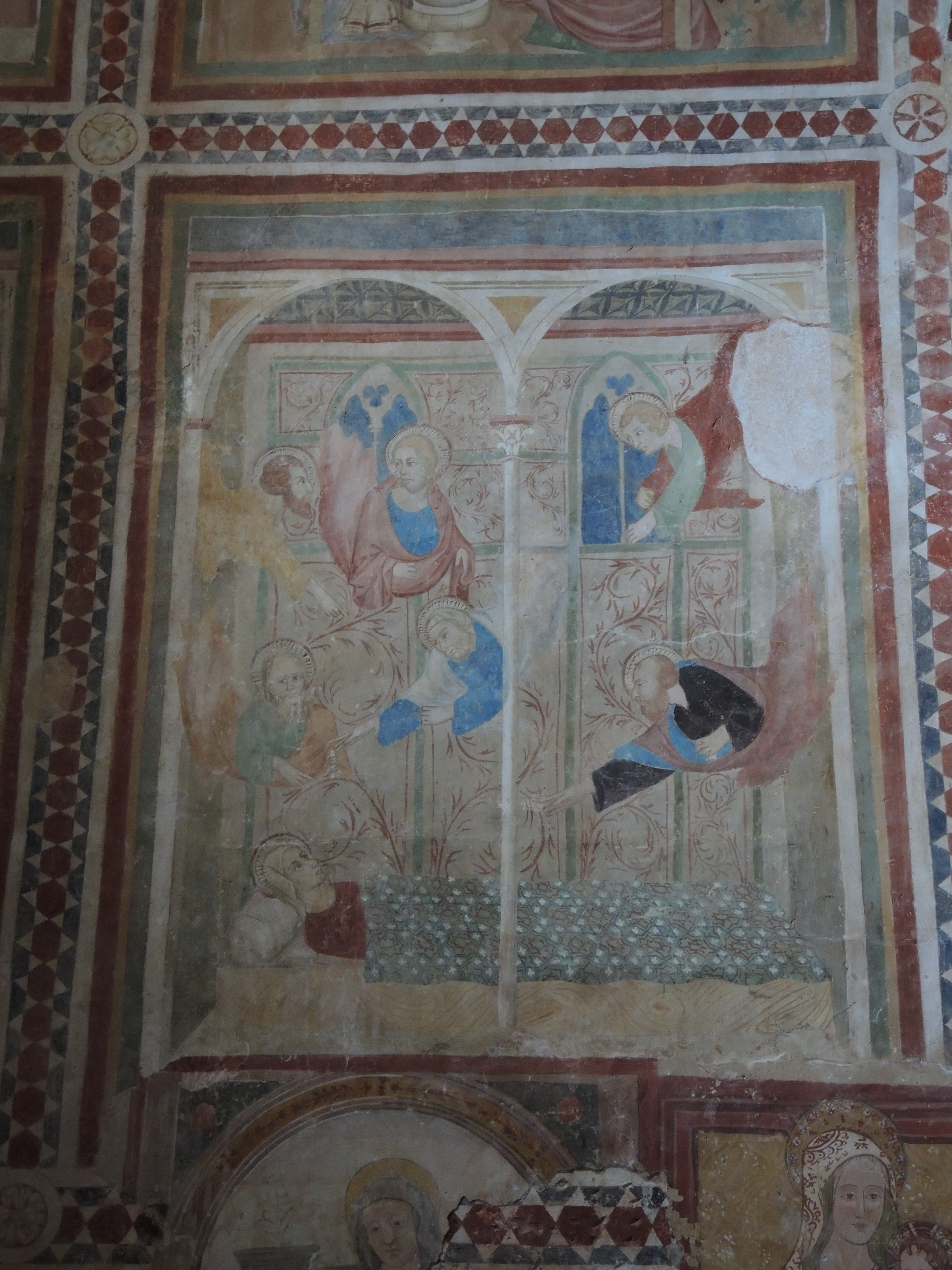
La morte dell'Assunta
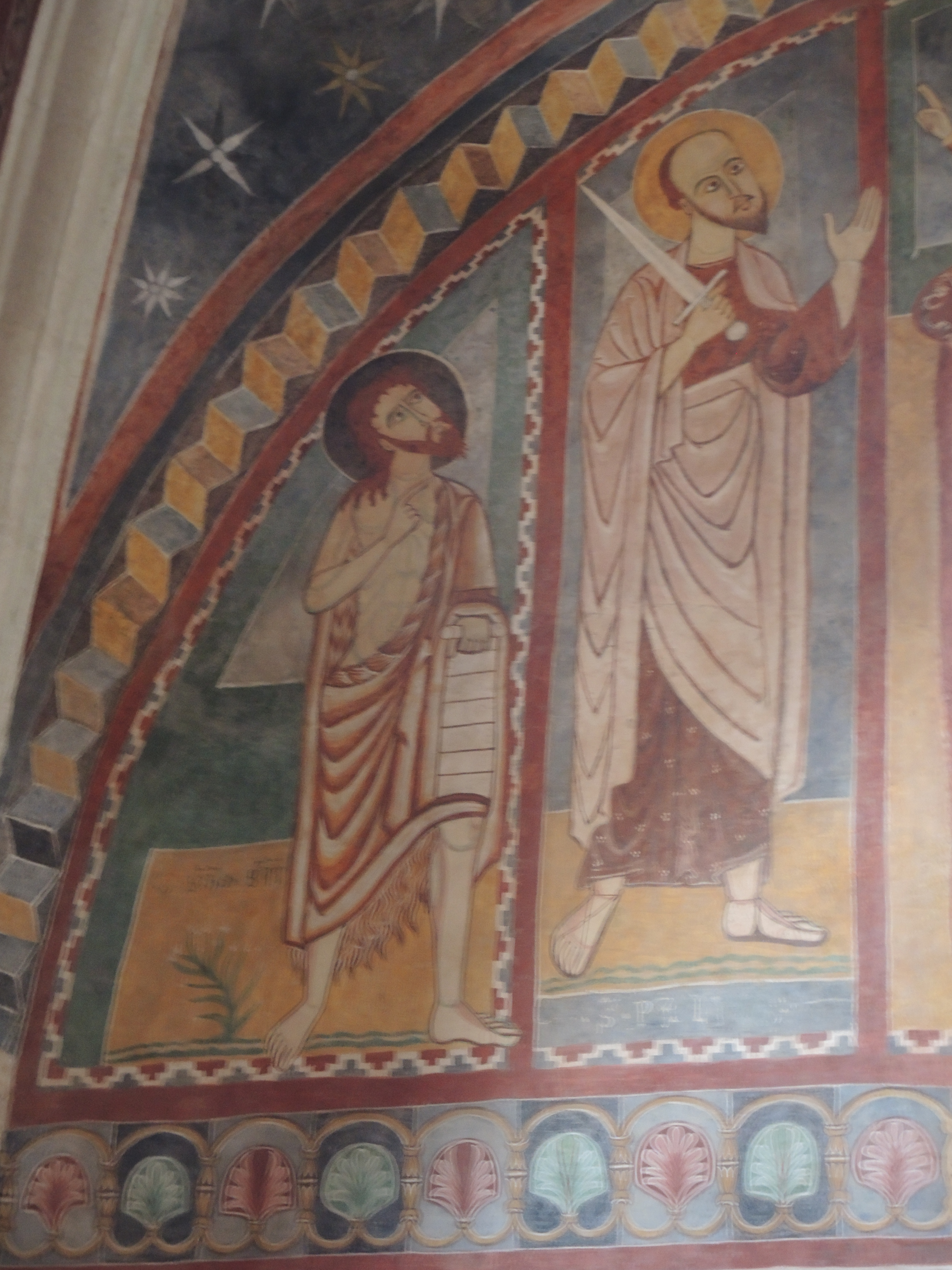
Particolare del ciborio,m con San Giovanni Battista e San Paolo Apostolo
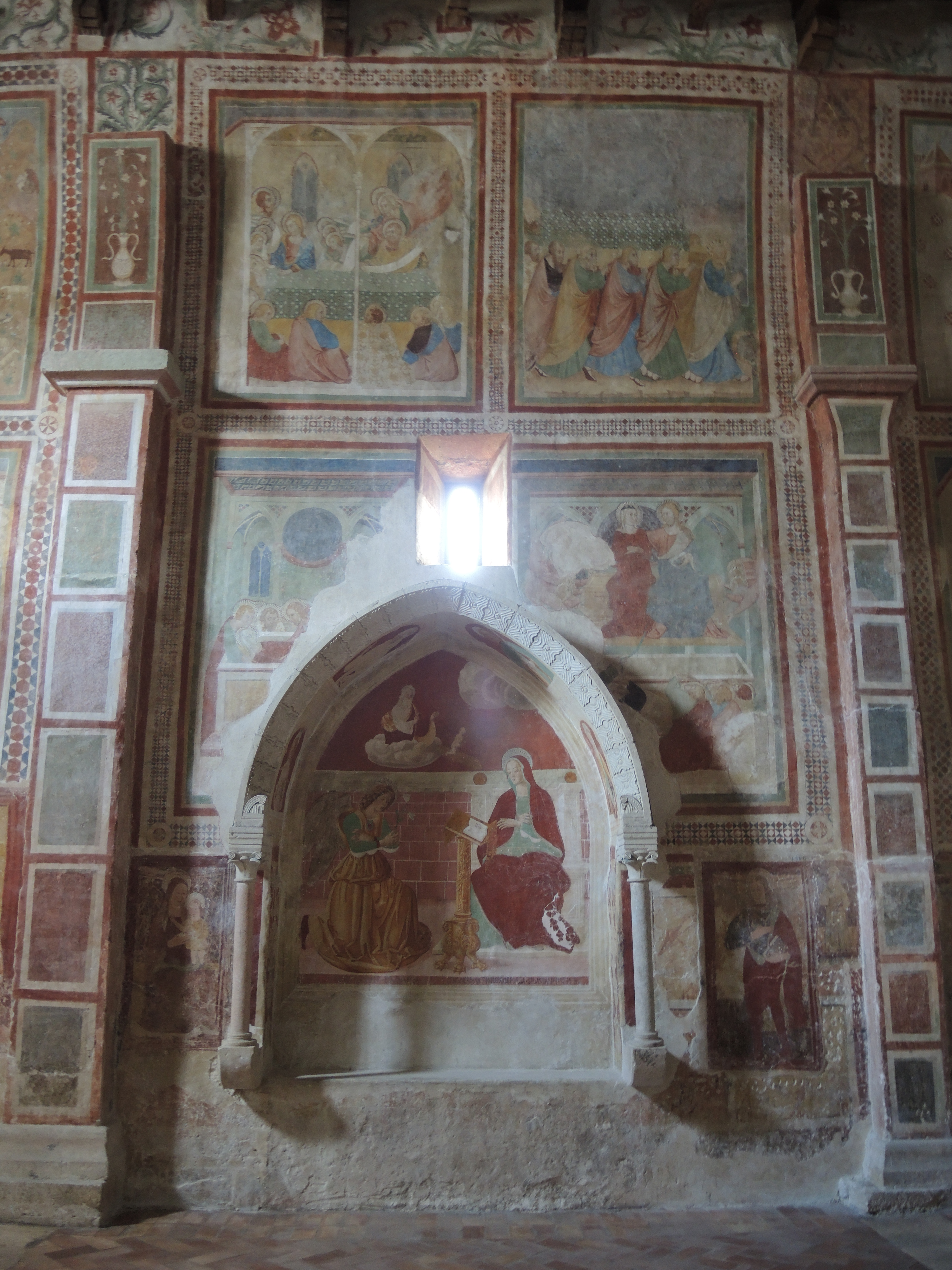
Storie della vita di Gesù e Maria, in primo piano Annunciazione
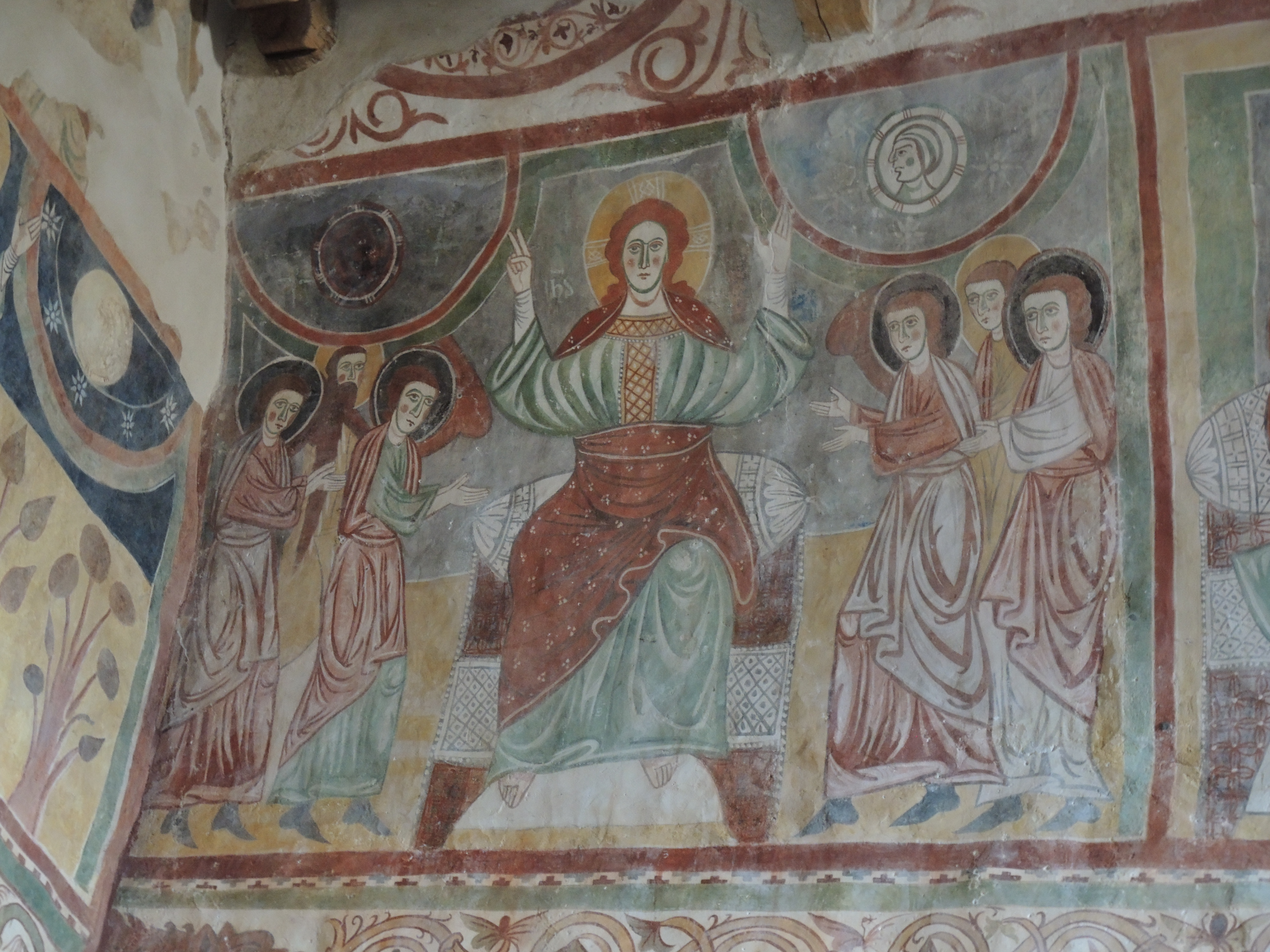
Creazione del mondo : Separazione di luce e oscurità
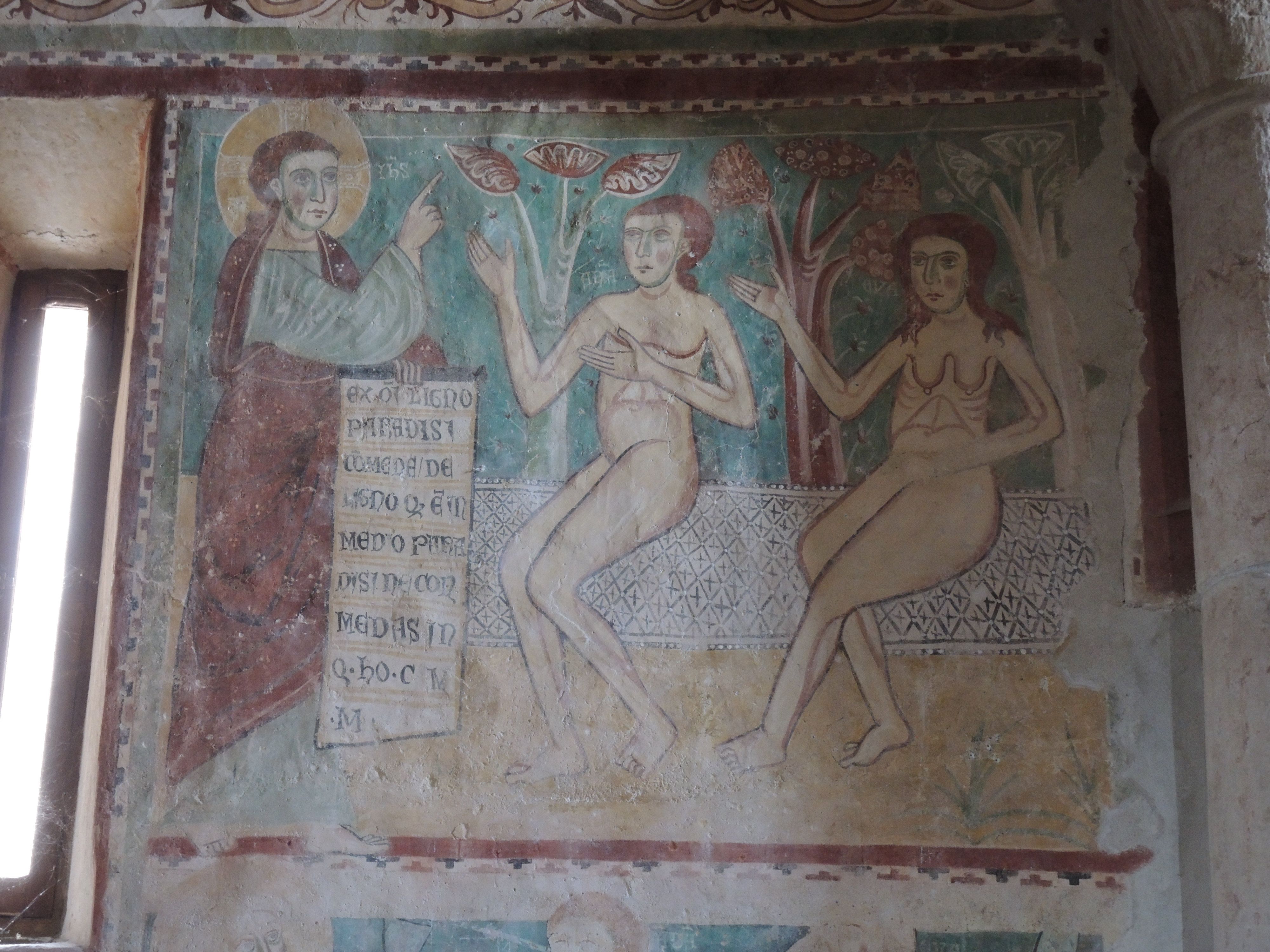
Cacciata dal Paradiso terrestre dei Progenitori
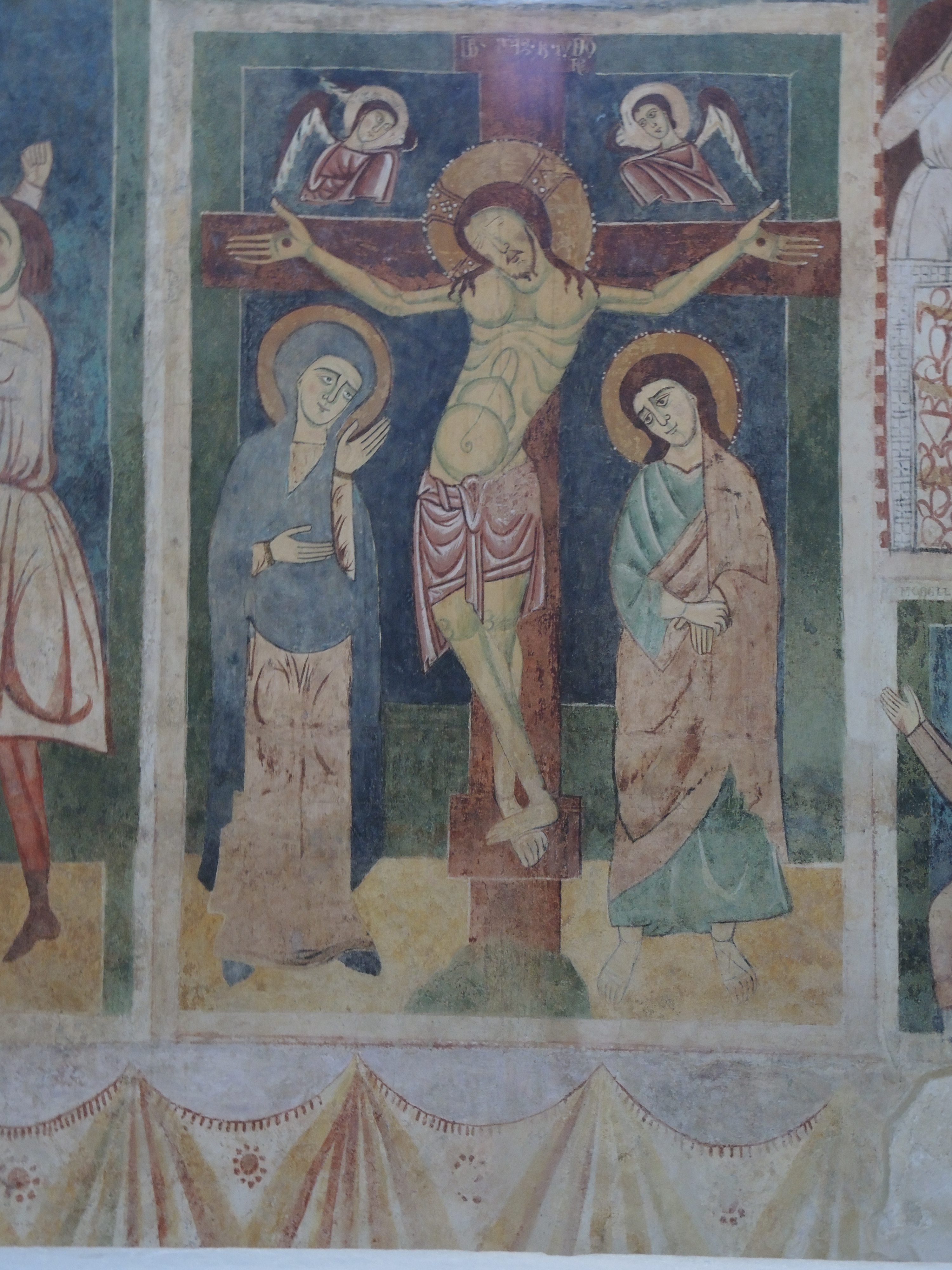
Crocifissione

Il secondo ciclo rappresenta dei personaggi collocati in nicchie, recanti nella destra un cartiglio con messaggi. In base alla posta e ai nomi, alcuni di essi sono i Profeti, altri i santi. La terza campata, articolata in tre registri, presenta in alto due santi cavalieri, a sinistra San Giorgio che uccide il drago, e a destra San Martino che si toglie il mantello. Il committente infatti era esponente dell'ordine cavalleresco, gli affreschi del secondo registro mostrano l'Allegoria dei Sei mesi finali dell'anno, rappresentati attraverso le attività lavorative. Nel terzo registro si trovano i Tre Patriarchi Abramo, Isacco e Giacobbe che portano in braccio piccole figure che rappresentano gli eletti del Paradiso. Il ciclo della Passione di Cristo si svolge nel presbiterio, sulle pareti absidali. Sulla parete sinistra nel lunettone ci sono cinque figure con un libro, in basso incomincia la narrazione della Passione con le scene dell'Ultima cena, il Bacio di Giuda. A differenza di Bominaco c'è maggior particolarismo nella resa dei volti, e Giuda è ritratto separato dagli Apostoli. Presso il lunettone, separate dalle scene della Passione, si trovano il Cristo adulto Pantocratore, a sinistra San Giovanni Battista e San Paolo, a destra San Pietro e San Giovanni Evangelista; il secondo registro della Passione mostrano i riquadri della Flagellazione con scena particolare della decisione di Ponzio Pilato, e poi la figura del Cristo martoriato, poi la scena della Crocifissione con la Madonna e San Giovanni apostolo, poi la Deposizione. Sotto di questa c'è l'affresco ritraente il committente con lo scudo crociato, e accanto a lui personaggi vestiti secondo l'uso del tempo, ossia la famiglia del cavaliere, chiamato Guglielmo Amore, come riporta l'iscrizione.
Il terzo ciclo del Giudizio universale è uno dei più antichi d'Abruzzo, occupante la controfacciata, e suddiviso in cinque registri. Nel primo in alto c'è il Cristo in maestà affiancato da angeli con tromba, nel secondo dieci personaggi, e altri più recenti, aggiunti nel XVI secolo. Nel terzo ci sono le anime elette e quelle dannate. A separare i due gruppi ci sono angeli che portano dei cartigli recanti la sentenza divina.

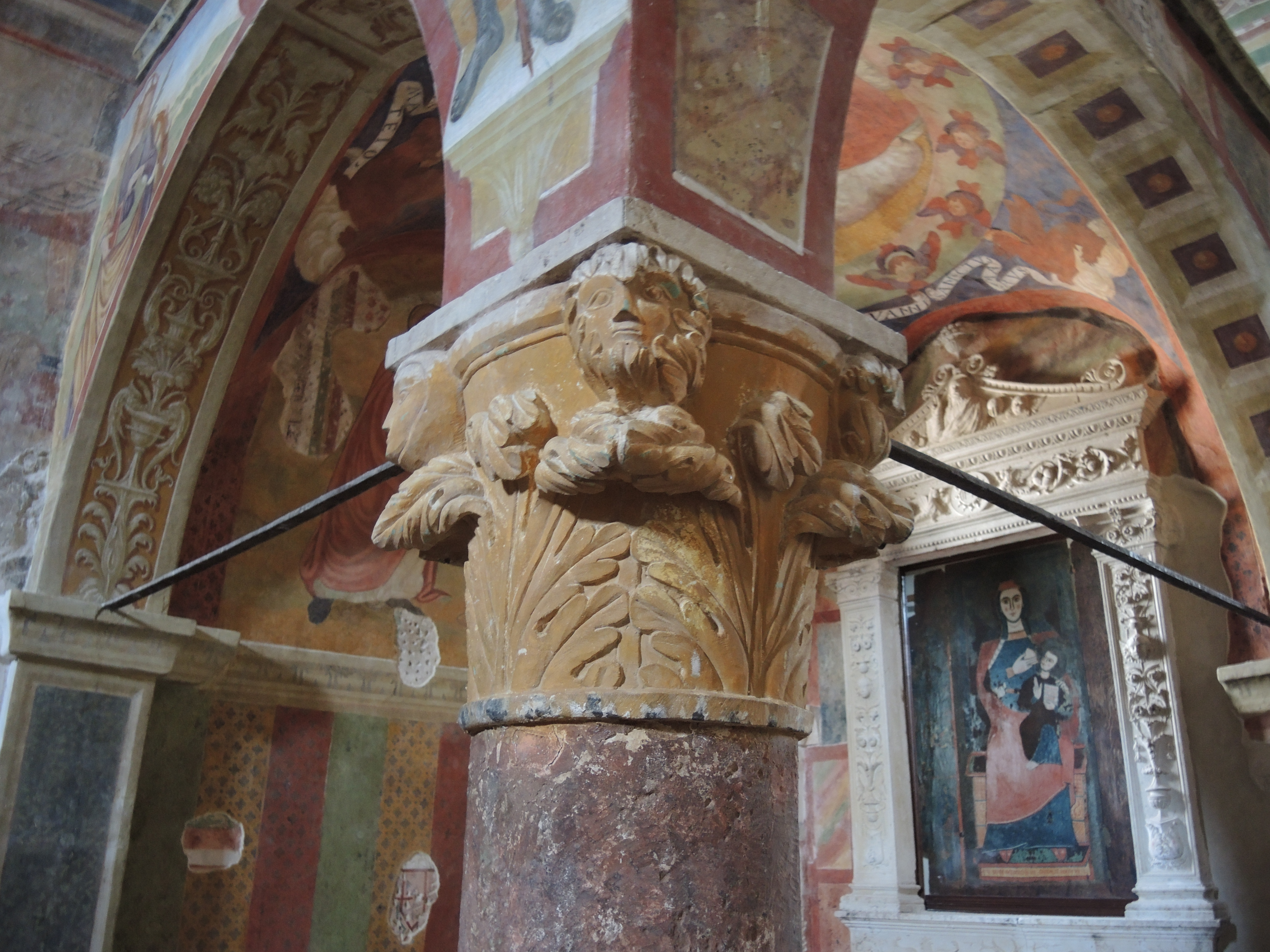
Il ciborio

Interessante è la resa dei personaggi e l'inserimento dei monaci in funzione di rappresentanti della Giustizia Divina. Il quarto registro raffigura la Resurrezione dei morti mediante una fila di sepolcri da cui riemergono figure, infine l'ultimo registro, diviso dal portale d'entrata, mostra San Michele arcangelo che pesa le anime sulla bilancia con la Vergine accanto, e a destra la raffigurazione dell'Inferno con descrizione delle pene
Questi cicli di Santa Maria ad Cryptas rappresentano il grande momento pittorico abruzzese che si colloca tra alla fine del Duecento, coinvolgendo gli artisti di Montecassino. Secondo Matthiae, la direzione dei cantieri era affidata a un solo uomo, che operava secondo schemi bizantini, come dimostrano i dipinti del lunettone di Cristo e gli Apostoli; successivamente altri artisti prendevano posto nel cantiere, ritraendo le scene dell'Antico e Nuovo Testamento. L'introduzione di manierismi, contorni incisivi delle vesti e dei volti, fa parte dell'influenza francese di Carlo d'Angiò che conquistò l'Abruzzo svevo, così come le pieghe ben pronunciate delle vesti, il contorno degli occhi, affinché questi dipinti trasmettessero all'osservatore spiritualità e sentimento, piuttosto che leziosità e dottrina alla maniera benedettina romanica.